# Konrad Böse

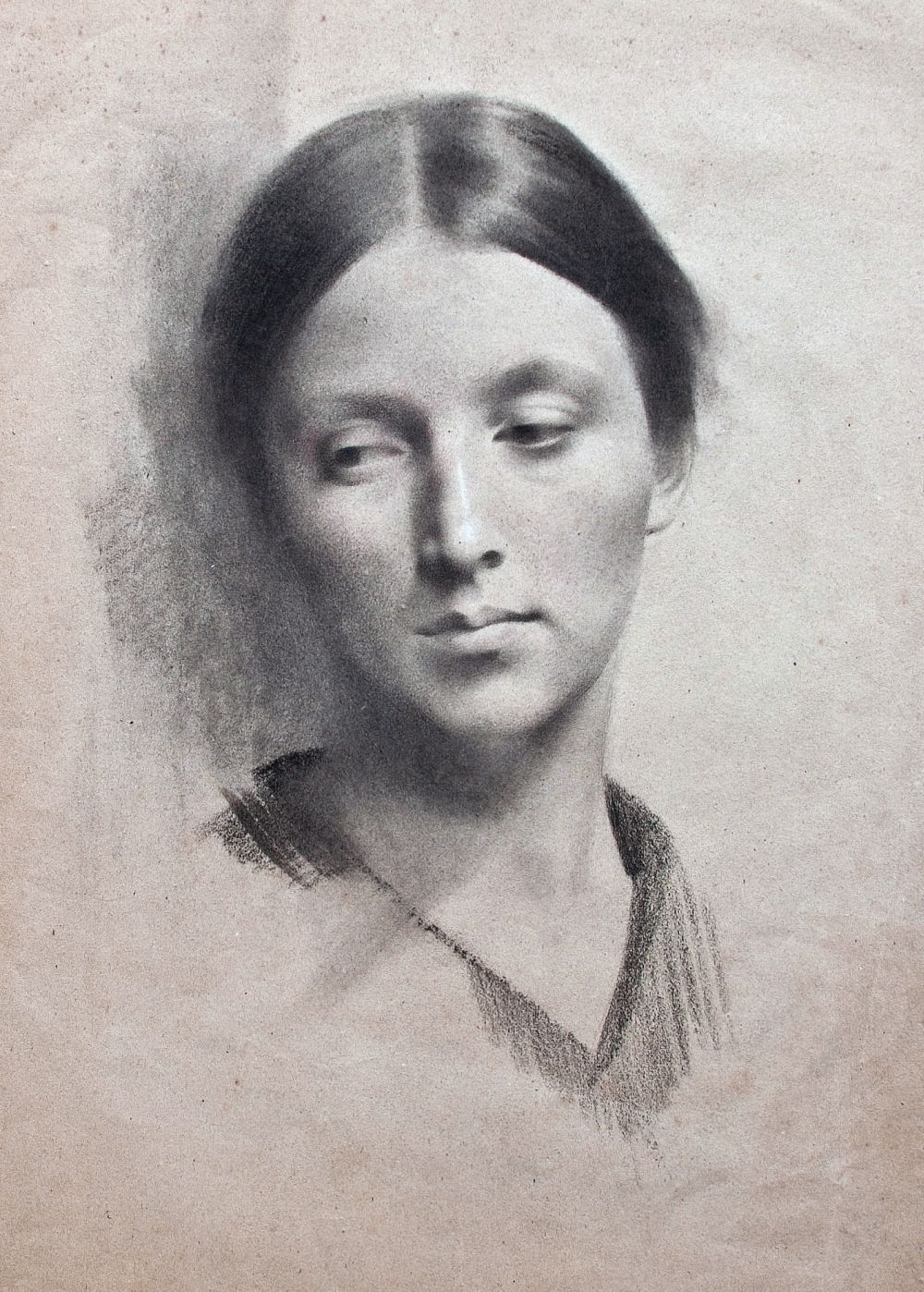
Frauenporträt

Konrad Böse (* 23. Juni 1852 in Neustadt-Magdeburg; † 20. April 1938 in Potsdam) war ein deutscher Zeichner und Maler.
Nach einem Studium von 1873 bis 1875 an der Königlichen Berliner Bauakademie setzte er sein Studium an der Hochschule für die bildenden Künste bei Paul Thumann und Karl Gussow fort. 1898 bis 1900 wohnte und arbeitete er im Atelierhaus Lützowstraße 82. In seinen Werken ist auch Einfluss von Adolph von Menzel bemerkbar.
Im Jahre 1893 wurde Böse dort zum Professor für anatomisches Zeichnen berufen. Zu seinen Schülern gehörte u. a. Erich Wolfsfeld. Oft besuchte er Tirol.